# آفرلاک
آفرلاک (به آلمانی: Averlak) یک شهر در آلمان است که در دیمارشن واقع شده‌است. آفرلاک ۶۱۹ نفر جمعیت دارد.